# Großbardorf
Großbardorf – miejscowość i gmina w Niemczech, w kraju związkowym Bawaria, w rejencji Dolna Frankonia, w regionie Main-Rhön, w powiecie Rhön-Grabfeld, wchodzi w skład wspólnoty administracyjnej Bad Königshofen im Grabfeld. Leży około 12 km na południowy wschód od Bad Neustadt an der Saale.

## Demografia
| Rok  | Liczba mieszk. |
| ---- | -------------- |
| 1970 | 883            |
| 1987 | 876            |
| 2000 | 1.004          |
| 2005 | 1.013          |

## Oświata
(na 1999)

W gminie znajduje się 75 miejsc przedszkolnych (z 49 dziećmi) oraz szkoła podstawowa.